# Matti Bunzl
Matti Bunzl (* 8. Juli 1971 in Wien) ist ein österreichischer Kulturanthropologe und Kulturwissenschaftler und Direktor des Wien Museums.

## Werdegang
Bunzl wurde als Sohn des Politikwissenschaftlers John Bunzl geboren und besuchte das Gymnasium Radetzkystraße, wo er 1989 maturierte. Ab 1990 studierte er an der Stanford University sowie an der University of Chicago Kulturanthropologie.
Von 1998 bis 2014 war Bunzl an der University of Illinois at Urbana-Champaign Mitglied der Fakultät. Dort leitete er von 2003 bis 2007 das Illinois Program for Research in the Humanities und von 2008 bis 2014 das Programm in Jewish Culture and Society.
Von 2010 bis 2014 wirkte Bunzl auch als Intendant des jährlich stattfindenden Chicago Humanities Festival.
Mit 1. Oktober 2015 wurde Bunzl Direktor des städtischen Wien Museums am Karlsplatz. Sein Dienstvertrag wurde per 1. Oktober 2020 um fünf Jahre verlängert, wie am 17. September 2019 vom Stadtsenat beschlossen wurde.
Bunzls Forschungen betrafen u. a. das Judentum, den Antisemitismus und die Islamophobie. Darüber hinaus forschte und publizierte er aber auch zur Frage der Kunstvermittlung und der Museologie der Avantgarde.

## Publikationen (Auswahl)
- Between Anti-Semitism and Islamophobia: Some Thoughts on the New Europe. In: American Ethnologist. Band 32, Nr. 4. 2005, S. 499–508 (jstor.org)
- (Hrsg.): Altering States: Ethnographies of Transition in Eastern Europe and the Former Soviet Union, 2000
- (Hrsg.): Worldly Provincialism: German Anthropology in the Age of Empire, 2003
- Symptoms of Modernity: Jews and Queers in Late-Twentieth Century Vienna. University of California Press, 2004
- (Hrsg.): Postcolonial Studies and Beyond, 2005
- Anti-Semitism and Islamophobia: Hatreds Old and New in Europe. Prickly Paradigm Press/University of Chicago Press, 2007
- (Hrsg.): Daphne Berdahl. On the Social Life of Postsocialism: Memory, Consumption, Deutschland, 2010
- In Search of a Lost Avant-Garde: An Anthropologist Investigates the Contemporary Art Museum. University of Chicago Press, 2014